# MeRA25
MeRA25 (gr. Μέτωπο Ευρωπαϊκής Ρεαλιστικής Ανυπακοής, Realistyczny Europejski Front Nieposłuszeństwa) – grecka lewicowa, proeuropejska partia polityczna założona w 2018 roku przez byłego posła Syrizy i ministra finansów, Janisa Warufakisa. MeRa25 jest częścią DiEM25, Międzynarodówki Progresywnej i Europejskiej Wiosny.

## Historia
MeRA25 została założona 27 marca 2018 roku. W grudniu 2018 roku do partii dołączyła była członkini Syrizy i eurodeputowana Sofia Sakorafa.
Partia uczestniczyła w wyborach do Parlamentu Europejskiego w 2019 roku (jako część DiEM25) i zdobyła 162 328 głosów (2,99%), co jednak nie pozwoliło wprowadzić do PE ani jednego europosła, gdyż w Grecji próg wyborczy wynosi 3%.

## Program
Partia przedstawia się jako sojusz lewicy, zielonych i liberałów, opierający się na europejskim internacjonalizmie, racjonalności gospodarczej i emancypacji społecznej. Planuje wprowadzenie Europejskiego Zielonego Nowego Ładu jako rozwiązania dla postmodernistycznej wersji Wielkiego Kryzysu. Główne postulaty partii to:
- restrukturyzacja zadłużenia,
- zmniejszenie nadwyżek pierwotnych,
- redukcja stawek podatkowych,
- stworzenie publicznego systemu płatności pozabankowych,
- przekształcenie TAIPED w bank rozwoju,
- stworzenie pierwszej demokratycznej konstytucji Europy,
- utworzenie Rady Praw Reprodukcji,
- zwalczanie dyskryminacji LGBT, mniejszości etnicznych i narodowych,
- stworzenie Funduszu Inwestycyjnego dla Obywateli,
- poparcie dla legalnej migracji,
- utworzenie Rady Kulturalnej Obywateli,
- wprowadzenie podatku w wysokości 2% od ceny sprzedaży smartfonów,
- utworzenie demokratycznej i antykapitalistycznej szkoły promującej szacunek dla różnic i uniwersalnych wartości, promującą kulturę dialogu i wielokulturowości, patriotyzm, zbiorową tożsamość jako interakcję między Kościołem Grecji a Ekumenizmem, podkreślając jednocześnie specyfikę każdego człowieka i grupy kulturowej.
- MeRA25 dąży do utworzenia specjalnego departamentu w Ministerstwie Ochrony Obywateli, którego celem byłoby informowanie obywateli, jak radzić sobie z homofobicznymi i seksistowskimi atakami ze strony innych mieszkańców.